# Sågfors
Sågfors är en by ett par kilometer väster om Älvsbyn i Älvsbyns kommun. Från 2015 avgränsar SCB här en småort.